# Блок партий «Наша Украина»
Блок па́ртий «На́ша Украи́на» — блок украинских политических партий, объединявший сторонников Виктора Ющенко и просуществовавший с различными изменениями с 2002 по 2007 гг. Фактически прекратил существование весной 2007 в ходе парламентского кризиса и в преддверии досрочных парламентских выборов.

## История
16 июля 2001 Виктор Ющенко во время своего традиционного восхождения на гору Говерла объявил о намерении создать оппозиционный по отношению к Леониду Кучме блок партий.
9 января 2002 был подписан договор о создании блока. 15 февраля 2002 блок был официально создан.
Первоначально в состав блока вошли следующие политические силы:
1. Народный рух Украины
2. Украинский народный рух (с 25 января 2003 — Украинская народная партия)
3. Партия «Вперёд, Украина!»
4. Конгресс украинских националистов
5. Либеральная партия Украины
6. Молодёжная партия Украины
7. Партия «Солидарность»
8. Христианско-демократический союз
9. Республиканская христианская партия Украины
10. Партия «Реформы и порядок» С 2003 по 2004 - партия Наша Украина.

На парламентских выборах 31 марта 2002 блок набрал 23,57 % голосов (70 мандатов в Верховной раде) и занял первое место, вытеснив с него Коммунистическую партию Украины, которая побеждала ранее на всех парламентских выборах на Украине. Кроме того, кандидаты от «Нашей Украины» одержали победу в 42 одномандатных округах. Таким образом блок провёл в парламент 112 депутатов из 450. 15 мая 2002 в парламенте была создана фракция «Наша Украина», в которую вошли все 112 депутатов. После регистрации фракции в Верховной раде IV созыва, 15 мая 2002 года, первым её председателем был избран Виктор Ющенко, занимавший эту должность до вступления на пост президента, состоявшегося 23 января 2005.
4 июля 2004 Либеральная партия Украины вышла из состава блока. На президентских выборах в 2004 она поддерживала Виктора Януковича.
В конце 2004 деятели «Нашей Украины» приняли активное участие в событиях Оранжевой революции.
После инаугурации Виктора Ющенко в январе 2005 была осуществлена попытка создания на Украине правящей пропрезидентской партии. 5 марта 2005 в Киеве был основан Народный союз «Наша Украина» (с 31 марта 2007 именуется Партией «Наша Украина»), членами которого стали беспартийные депутаты фракции «Наша Украина» в Верховной раде Украины (в частности, Юрий Ехануров) и выходцы из партий-членов блока (Роман Зварич и другие). Эта партия стала костяком блока.
Из 22 постов в правительстве Юлии Тимошенко блок «Наша Украина» получил шестнадцать — 14 министров (обороны, МИД, транспорта и связи, МЧС, охраны окружающей среды, культуры, финансов, экономики, здравоохранения, юстиции, промышленной политики, труда и социальной политики, по делам семьи, детей и молодёжи, топлива и энергетики) и два вице-премьера (по вопросам евроинтеграции, по вопросам административной реформы).
16 марта 2005 депутаты от Украинской народной партии покинули фракцию «Наша Украина». В марте 2005 лидером фракции «Наша Украина» стал Николай Мартыненко. Его избрание стало возможным во многом благодаря тому, что большинство наиболее влиятельных членов фракции к тому времени сложили депутатские полномочия, перейдя на работу в Кабинет министров, Совет национальной безопасности и обороны и Секретариат президента.
7 сентября 2005 фракция «Наша Украина» была ликвидирована, а вместо неё были созданы фракции Народного Союза «Наша Украина» и Народного руха Украины. Остальные бывшие депутаты фракции «Наша Украина» стали внефракционными, так как представляли партии, которые не имели достаточного количества депутатов для создания отдельной фракции.
8 сентября 2005 15 депутатов от партии «Наша Украина» создали свою собственную фракцию — «Реформы и порядок».
Из 25 постов в правительстве Юрия Еханурова (с сентября 2005) блок «Наша Украина» получил двадцать.
25 ноября 2005 перед предстоящими выборами в парламент блок партий «Наша Украина» был переформирован. В него вошли:
- Народный союз «Наша Украина»,
- Народный рух Украины,
- Христианско-демократический союз,
- Украинская республиканская партия «Собор»,
- Конгресс украинских националистов,
- Партия промышленников и предпринимателей Украины.

На парламентских выборах 26 марта 2006 блок занял лишь третье место (13,95 %), выйдя в трёх регионах на первое место. В парламент по спискам «Нашей Украины» прошёл 81 депутат. 25 мая 2006 в Верховной раде V созыва лидером фракции стал председатель совета НСНУ Роман Бессмертный.
Парламентская фракция блока партий «Наша Украина» первоначально включала следующих представителей партий-участников блока:
- 39 — от Народного Союза «Наша Украина»,
- 10 — от Народного руха Украины,
- 3 — от «Христианско-демократического союза»,
- 3 — от Украинской республиканской партии «Собор»,
- 3 — от Конгресса украинских националистов,
- 8 — от Партии промышленников и предпринимателей,
- 15 — беспартийные.

После парламентских выборов «Наша Украина» вела переговоры о создании коалиции с БЮТ и СПУ. Переговоры эти начались лишь 5 апреля 2006. 13 апреля был подписан предварительный договор о создании «Коалиции демократических сил», однако уже 16 мая «Наша Украина» приостановила своё участие в коалиционных переговорах в связи с желанием провести на пост главы Верховной рады своего представителя — Петра Порошенко (на этот пост также претендовал Александр Мороз, лидер СПУ). 12 июня блок вообще заявил о провале переговоров. 15 июня переговоры возобновились, но в то же время «Наша Украина» вела переговоры с Партией регионов. 22 июня «оранжевая коалиция» всё же была создана.
Впоследствии, однако, СПУ вышла из коалиции и присоединилась к Партии регионов и КПУ, которые согласились на назначение лидера СПУ Александра Мороза председателем Рады.
3 августа 2006 «Нашей Украиной», Партией регионов, СПУ и КПУ был подписан Универсал национального единства, на основании чего уже на следующий день Виктор Янукович от Партии регионов стал премьер-министром, а «Наша Украина» получила в правительстве семь портфелей (МИД; МЧС; обороны; семьи и молодёжи; культуры и туризма; здравоохранения; юстиции). Кроме того в результате компромисса между «Нашей Украиной» и Партией регионов пост министра внутренних дел достался бывшему члену СПУ Юрию Луценко.
Между политическими силами, подписавшими Универсал национального единства, начались переговоры о создании «Коалиции национального единства», которые, однако, к началу октября 2006 зашли в тупик в связи с тем, что «Наша Украина» требовала, чтобы за основу нового коалиционного соглашения были взяты положения Универсала национального единства, а также чтобы президент, премьер-министр и председатель Верховной рады заверили мировое сообщество в неизменности внешнеполитического курса Украины и стремлении страны стать членом НАТО.
5 октября 2006 блок партий «Наша Украина» объявил об уходе в оппозицию правительству и призвал своих министров подать в отставку. 17 октября 2006 «Наша Украина» официально ушла в оппозицию. 19 октября 2006 подали в отставку четыре из шести министров от «Нашей Украины» — министры юстиции, здравоохранения, по делам семьи и молодёжи, культуры и туризма. 1 ноября Верховная рада приняла отставку министров юстиции и культуры и туризма. 29 ноября Верховная рада приняла отставку министра по делам семьи и молодёжи. 1 декабря Верховная рада отправила в отставку министров иностранных и внутренних дел. 12 декабря руководителем МЧС (эта должность была вакантна с 15 сентября) был назначен представитель Партии регионов.
19 декабря Роман Бессмертный объявил о сложении с себя полномочий руководителя фракции «Наша Украина». Его преемником на этой должности стал Вячеслав Кириленко.
12 января 2007 из фракции «Наша Украина» за сотрудничество с правящей коалицией были исключены Владимир Заплатинский и Александр Волков.
24 февраля 2007 блок «Наша Украина» и Блок Юлии Тимошенко подписали «Соглашение об объединённой оппозиции».
21 марта 2007 Верховная рада утвердила назначение главы Партии промышленников и предпринимателей Украины Анатолия Кинаха министром экономики. Руководство фракции «Наша Украина» расценило переход Кинаха на сторону правительственной коалиции как предательство, и на следующий день он был исключён из фракции. Кроме того, уход Кинаха означал фактический выход Партии промышленников и предпринимателей Украины из блока.
23 марта 2007 Верховная рада отправила в отставку министра здравоохранения. Таким образом, в правительстве остались лишь два «оранжевых» министра (обороны и МИД — то есть те, кто был назначен по квоте президента).
2 апреля 2007 президент Украины Виктор Ющенко распустил украинский парламент. Это решение было поддержано «Нашей Украиной». Подготовку к досрочным выборам партии-участницы блока, однако, начали по отдельности.
3 апреля 2007 из фракции «Наша Украина» за сотрудничество с правящей коалицией был исключён Алексей Федун. Таким образом, во фракции остались 77 депутатов.
11 апреля 2007 из «Нашей Украины» фактически вышли Народный рух Украины и УРП «Собор», вошедшие совместно с Украинской народной партией в избирательный блок «Рух — украинские правые». 15 апреля блок фактически покинул Христианско-демократический союз, вошедший в избирательный блок «Народная самооборона Юрия Луценко» совместно с партией «Вперёд, Украина!» и Гражданским движением «Народная самооборона». 16 апреля из блока фактически вышел его основной член — партия «Наша Украина», которая решила идти на досрочные парламентские выборы самостоятельно.
19 апреля 2007 Блок партий «Наша Украина» на своём съезде исключил из своих рядов Партию промышленников и предпринимателей Украины. Таким образом в блоке официально остались пять партий ,  (недоступная ссылка). В тот же день «Наша Украина» исключила из своего избирательного списка, с которым она шла на выборы 2006 года, кандидатов в депутаты под номерами 88 — 480 с тем, чтобы при выходе всей фракции «Наша Украина» из парламента их место никто не смог занять . За день до этого (18 апреля) депутаты от НУ и БЮТ подали заявления об отказе от депутатских мандатов для того, чтобы Верховная рада самораспустилась ввиду отсутствия конституционного большинства. 30 апреля ЦИК Украины отказал «Нашей Украине» в исключении её кандидатов в депутаты из-за отсутствия на съезде блока 19 апреля ПППУ.
30 мая 2007 из фракции НУ были исключены 6 депутатов. 8 июня статуса депутатов по собственному желанию были лишены 28 депутатов от «Нашей Украины»; таким образом, во фракции осталось 44 народных избранника. 12 июня фракция НУ сократилась ещё на одного депутата. 14 и 15 июня из фракции «Наша Украина» были исключены 9 и 21 депутат, соответственно. Таким образом, вышеуказанная фракция прекратила своё существование.

## Создание блока Наша Украина — Народная Самооборона
5 июля 2007 в присутствии президента Украины Виктора Ющенко представители 10 политических сил, семь из которых в то или иное время входили в Блок партий «Наша Украина» (Наша Украина, Вперёд, Украина!, Народный рух Украины, Христианско-демократический союз, Украинская республиканская партия «Собор», Конгресс украинских националистов, Европейская партия Украины, Украинская народная партия, Партия защитников отечества и Гражданская партия «Пора») подписали соглашение о создании блока партий под названием «Наша Украина — Народная Самооборона» (НУНС). Более подробно см. соответствующую статью.